# RN7 (Benin)
De RN7 of Route nationale 7 is een nationale weg in het noorden van het Afrikaanse land Benin. De weg loopt van Guessou-Sud naar Kouandé. In Guessou-Sud sluit de weg aan op de RNIE2 naar Parakou en Kandi.
De RN7 is ongeveer 120 kilometer lang en loopt door de departementen Borgou en Atacora. 